# Barraca del castell de Llívia
La Barraca del castell de Llívia és una obra de Llívia (Baixa Cerdanya) inclosa a l'Inventari del Patrimoni Arquitectònic de Catalunya.

## Descripció
Es tracta d'una barraca de pastor orientada al nord en molt bon estat de conservació. L'edifici és de planta circular i murs de pedra seca, de la mateixa manera que la resta de barraques del territori. La porta d'accés és sota un llinda i la coberta és formada per tres lloses planes de pissarra. A l'interior veiem dos armaris. Aquesta barraca forma part d'un projecte del Museu municipal de Llívia, que proposa una ruta per descobrir tipus de construccions, fetes amb la tècnica de pedra seca, i que estan relacionades amb el món rural.

## Història
Les barraques de pastor s'usaven tant per refugiar-se de les inclemències meteorològiques, com per guardar-hi eines i estris necessaris pel pastor.